# Teresa Fortín
Teresa Victoria Fortín Franco (17 de noviembre de 1885-19 de enero de 1982), también conocida como Teresita Fortín, fue una pintora hondureña enmarcada dentro de HCH

## Biografía
Teresa Fortín nació en 1885 en Tegucigalpa (Honduras) en el seno de una familia burguesa, hija de Miguel Fortín y Rita Franco, quien muere siendo Teresa una niña. Allí realiza sus estudios primarios y se gradúa en Magisterio. El exilio de su padre a El Salvador la obliga a hacerse cargo de sus hermanas y hermanos. En los años 20 trabaja como docente en la escuela primaria de los municipios San Antonio de Oriente y Valle de Ángeles. Durante este periodo sufre una grave enfermedad que la obliga a guardar reposo durante largos periodos. Es en este tiempo cuando comienza a pintar tomando motivos del natural, y decide finalmente dedicarse a ello profesionalmente.

## Trayectoria profesional
Durante la década del 20 al 30 se desempeña como profesora de grado en la escuela primaria del municipio de Valle de Ángeles, cercano a Tegucigalpa. en ese período sufre una grave enfermedad, la que obliga a un prolongado reposo. es entonces que, para distraerse, comienza a dibujar diversos objetos del natural. poco después hace algunos cuadros al óleo y es así como decide consagrarse de lleno a la pintura. hay pues, una semejanza entre nuestra Teresita y Toulouse Lautrec, quien, como ella, descubre su vocación artística en las incomodidades de una cama.
A principios de 1933 realizó una muestra en la Biblioteca Nacional bajo el patrocinio del Ministerio de Educación. El evento fue de mucho éxito, por lo que las autoridades del ramo le hicieron facilidades para que recibieran clases con el maestro Max Euceda. También tuvo la oportunidad de ser discípula de Pablo Zelaya Sierra, quien había llegado de España en octubre de 1932, pero que, desgraciadamente, murió el 6 de marzo del año siguiente.
Durante el año 1934 interviene en la fundación, con el maestro Carlos Zúñiga Figueroa, de la "Academia Nacional de Dibujo Claroscuro al Natural", en la que participa como maestra. Al mismo tiempo no descuida su carrera artística, por lo que hasta finalizar la década, realiza cinco exposiciones personales y envía muestras a ocho colectivas. En 1942, a solicitud del obispo de Tegucigalpa, Agustín Hombach, forma parte del equipo de restauración, con el italiano Alejandro del Vecchio, de los evangelistas pintados por Jose Miguel Gómez en las pechinas de la cúpula de la Catedral. Este trabajo le produce una gran inspiración, por lo que durante un buen tiempo se dedica a la pintura religiosa. En el año 1948 gana el premio del Salón Anual del Instituto de Cultura Interamericana.
En 1950 y 1960 expone en Guatemala, España y Estados Unidos. la revista alemana Spiegel publica un interesante reportaje sobre su labor artística. Luego, al transcurrir la década del 60 al 70, realiza nuevas exposiciones bajo el patrocinio del Instituto Hondureño de Cultura Interamericana y uno de sus cuadros, el titulado la última esperanza, se emplea como de concordia en la Organización de Naciones Unidas.
En el año 1977 concurre al Certamen Permanente Centroamericano 15 de Septiembre que patrocina el Ministerio de Educación Pública de Guatemala. en 1978 es invitada especial del Instituto Italo-Latinoamericano de Roma para intervenir en la quinta muestra de Pintura Latinoamericana. Hecha durante el mes de mayo. El 28 de septiembre de ese año recibe el Lauro de Oro del Distrito Central y el 29 de septiembre de 1980 es condecorada con la hoja de Liquídambar en Plata por aquella dependencia finalmente, el 22 de noviembre del mismo año se le entrega el Premio Nacional de Arte Pablo Zelaya Sierra.
Como puede verse, Teresita Fortín fue fundamentalmente autodidacta. Su evolución artística comprende algunas etapas bien definidas. Durante sus comienzos pinta objetos con un estilo realista. más adelante hace paisajes dentro del impresionismo, recurriendo en algunos casos a la técnica de la pintura con espátula, según lo confirman sus obras. Incendio en el bosque, (1940), El Pino ( 1947) y tormenta ( 1959). Dentro de este mismo género ensayó el Collage. Así lo demuestra su obra EL Volcán, donde el follaje de los árboles fue hecho con hojas adheridas a la tela.
En determinado momento de su vida, Teresita Fortín hace también pintura religiosa. Son notables a este respecto su Cabeza de Cristo (1930) y la Crucifixión ( 1933), donde emplea colores suaves y se mantiene dentro de los cánones del realismo, sin llegar a los extremos del barroco. Ensaya, por último y como una muestra de su versatilidad, hizo pintura naif, algunos de cuyos cuadros fueron expuestos durante el año 1977 en el salón de Biblioteca Nacional bajo el título de Recuerdos.
Teresita Fortín es discreta en el empleo de los colores. Su temperamento artístico es suave, incluso cuando le toca representar el vigor de la naturaleza tropical, es decir las plantas, las flores y los cielos. Todos sus cuadros reflejan una gran dulzura, lo que demuestra que fueron hechos por un alma tranquila, en la que el amor era el sentimiento predominante.
Al mismo tiempo, su carrera artística sigue evolucionando, participando en cinco exposiciones individuales y ocho colectivas. En este mismo año le conceden una beca para estudiar pintura en París, pero se ve obligada a rechazarla por la negativa de su padre.
A lo largo de su vida participa en diferentes labores de restauración: en la rehabilitación de la antigua parroquia de San Miguel, en la Misión Científica del Peabody Museum de la fundación Carnegie para la recuperación del parque arqueológico de Copán o en la restauración de las pinturas de la cúpula de la Catedral por encargo del obispo de la ciudad.
Destaca su exposición de 1970 Mi vida, de marcado carácter intimista, en la que recupera recuerdos y vivencias que plasma en su obra.

### Obra
A pesar de que Teresa Fortín a lo largo de su trayectoria experimenta con diferentes movimientos artísticos y técnicas (pintura realista, impresionismo, collage...), se considera que su obra tiene un carácter primitivo por su empleo de cartones y papeles reutilizados, pigmentos elaborados con tierras y otros elementos recuperados. Además, destaca su incorporación de otros medios expresivos como el empleo de la espátula o recursos propios de la ilustración de pasquines.
Ha de señalarse además la importancia en su obra de la pintura religiosa, con obras como Cabeza de Cristo (1930) o La Crucifixión (1933).

### Exhibiciones destacadas
- 1933 Biblioteca Nacional de Honduras.
- 1970 Mi vida en la Biblioteca Nacional de Honduras, patrocinada por la Galería Leo.
- 1978 Quinta Muestra de Pintura Latinoamericana, invitada especial del Instituto Italo-latinoamericano de Roma.
- qué es bonita y buena historia. De. Pintura qué es muy especial

### Premios
- 1948: Premio del Salón Anual del Instituto de Cultura Interamericana.
- 1978: Lauro de Oro del Distrito Central.
- 1978: Hoja Liquidámbar de plata.
- 1978: Premio Nacional de Arte Pablo Zelaya Sierra.